# United Force
United Force, познати и као Радовци, Јунајтед Форси или само Форси је заједнички назив за уједињене навијаче ФК Рад. Основани су 1987. године

## Историјат
Група је основана 1987. године, од стране београдских момака махом скинхеда. Током деведесетих година, велики број навијача са трибине пријављује се добровољно у војску током ратова у Хрватској и Босни Херцеговини.
Године 1994. почела је већа организација навијачке групе, успостављају се односи са управом ФК Рад, одлази се на гостовања, израђују шалове и заставе.
Боје које су навијачи изабрали за ову групу су плава, тегет и црна боја, комбинације тих боја се прожимају кроз њихова обележја од налепница до графита. У почетку они су били мала група. Стационирани су у више делова Београда, као што су Нови Београд, Звездара, Кумодраж и Вождовац, а највише их је у насељу Бањица, где им се налази стадион и седиште клуба.